# Americanización de medios extranjeros
En los medios estadounidenses, el término americanización se usa para describir la censura y la edición de un programa de televisión o una película extranjera que compra una estación estadounidense. Esta edición se realiza con el objetivo de hacer que el trabajo sea más atractivo para el público estadounidense y responder a las sensibilidades estadounidenses percibidas. Los cambios pueden ser tan drásticos que queda poca evidencia, si es que queda alguna, del verdadero origen del programa de televisión o la película.
Para los documentales de televisión, es una práctica establecida en los países de habla inglesa contratar a alguien con el acento de la audiencia como narrador. A veces, el guion se hace palabra por palabra, por ejemplo, la serie documental de PBS Nova continuó usando la palabra original de la BBC "maize", mientras que una audiencia estadounidense esperaría escuchar "corn".

## Medios de comunicación
En Hollywood, muchas producciones cinematográficas extranjeras (la mayoría de ellas de Europa y el Lejano Oriente) se rehacen en versiones producidas en EE. UU. para los espectadores estadounidenses, adaptando la historia para que se ajuste a la cultura estadounidense. La mayoría de estas versiones "americanizadas" se filman en lugares estadounidenses y con actores de habla inglesa. Los ejemplos incluyen Godzilla, Point of No Return (también conocido como Nikita ), My Father the Hero, The Office, The Ring y House of Cards. En algunos casos, una historia original de un país extranjero se americaniza reformulando a sus personajes principales como estadounidenses; ejemplo de ello fue la primera adaptación de la novela de James Bond, Casino Royale, que se produjo para CBS Television en 1954. En esta versión, el personaje de Bond, un agente británico en la novela original y la serie de películas posterior, se transforma en un agente estadounidense para la versión televisiva.
La americanización es particularmente común con la localización de la cultura pop japonesa en los Estados Unidos . Un ejemplo de esto es Power Rangers, que utiliza un elenco de habla inglesa que interpreta nuevos personajes y dobla imágenes de archivo de su contraparte original japonesa Super Sentai. Otros ejemplos incluyen localizaciones de doblaje de anime, así como localizaciones de videojuegos.